# Station Sosnowiec Bobrek
Station Sosnowiec Bobrek is een spoorwegstation in de Poolse plaats Sosnowiec.